# Барілко Сергій Володимирович
Сергі́й Володи́мирович Барі́лко (нар. 5 січня 1987, Харків) — український футболіст, півзахисник, грав за «Металіст» (Харків), «Оболонь» (Київ). Брат Володимира Барілка.

## Життєпис
Вихованець спортшколи «Металіст» (Харків). Дебютував у Вищій лізі 17 червня 2007 року за «Металіст» у матчі проти дніпропетровського «Дніпра».